# Sascha Jülichmanns
Sascha Jülichmanns (* 1984 oder 1985) ist ein deutscher Poolbillardspieler. Er wurde 2014 Deutscher Meister in der Disziplin 9-Ball.

## Karriere

### Einzel
2012 qualifizierte sich Jülichmanns erstmals für die deutsche Meisterschaft. Beim 14/1-endlos-Wettbewerb erreichte er das Finale und unterlag Andreas Roschkowsky mit 86:125. Ein Jahr später schied er im 14/1 endlos im Halbfinale gegen Sebastian Staab aus. Im 10-Ball zog er ins Finale ein und verlor dieses mit 1:8 gegen Staab. Beim 9-Ball-Wettbewerb der deutschen Meisterschaft 2014 besiegte er im Halbfinale den dreimaligen Weltmeister Oliver Ortmann mit 9:3. Anschließend wurde er durch einen 9:5-Finalsieg gegen Sebastian Staab Deutscher 9-Ball-Meister. Trotz des Meistertitels wurde er jedoch nicht für die Europameisterschaft 2015 nominiert. Bei der deutschen Meisterschaft 2015 gewann er die Bronzemedaille im 14/1 endlos, nachdem er im Halbfinale gegen den späteren Deutschen Meister Joshua Filler ausgeschieden war. Beim Finalturnier der German Tour 2016 erreichte er das Achtelfinale, in dem er dem Syrer Mohammad Soufi mit 3:7 unterlag.

### Mannschaft
Seit 2010 spielt Jülichmanns beim 1. PBC Neuwerk. Mit den Mönchengladbachern stieg er 2012 in die Regionalliga und 2014 in die 2. Bundesliga auf. In der Saison 2014/15 gelang der Mannschaft als Zweitplatzierter der Durchmarsch in die 1. Bundesliga. In der Saison 2015/16 folgte jedoch der Abstieg in die zweite Liga.